# Station Fort 7
Station Fort 7 is een voormalige spoorweghalte op de spoorlijn 27A ter hoogte van Fort 7 in het district Wilrijk, ten zuiden van de stad Antwerpen.
Antwerpen-Berchem · Antwerpen-Centraal · Antwerpen-Dam · Antwerpen-Dokken en -Stapelplaatsen · Antwerpen-Harwich · Antwerpen-Haven · Antwerpen-Kiel · Antwerpen-Linkeroever · Antwerpen-Luchtbal · Antwerpen-Noord · Antwerpen-Noorderdokken · Antwerpen-Oost · Antwerpen-Schijnpoort · Antwerpen-Waas · Antwerpen-Zuid · Borgerhout · Ekeren · Ekeren-Brug · Fort 6 · Fort 7 · Fort 8 · Hoboken-Kapelstraat · Hoboken-Polder · Leugenberg · Merksem · Molenveld · Sint-Mariaburg · Wilrijk
0,0: Hoboken-Kapelstraat ·
1,2: Fort 8 ·
3,0: Fort 7 ·
4,1: Wilrijk ·
4,8: Fort 6 ·
6,0: Molenveld ·
7,1: Fort 5 ·
8,5: Luithaegen ·
Fort 4 ·
13,5: Antwerpen-Berchem ·
14,7: Antwerpen-Oost ·
18,2: Antwerpen-Dam ·
20,9: Antwerpen-Luchtbal ·
21,7: Antwerpen-Noorderdokken ·
Ekeren-Brug ·
Leugenberg